# Mothers against decapentaplegic homolog 4
Mothers against decapentaplegic homolog 4 (SMAD family member 4, SMAD4) – ludzki gen kodujący liczący 552 reszty aminokwasowe polipeptyd, zaangażowany w sygnalizację komórkową. Należy do rodziny białek Darfwin, do której należą białka modulujące aktywność białek nadrodziny TGFβ. SMAD4 przyłącza inne SMADs, takie jak SMAD1 czy SMAD2, tworząc kompleks wiążący DNA i działający jako czynnik transkrypcyjny. SMAD4 jest jedynym poznanym ssaczym coSMAD. SMAD4 jest homologiem Mothers against decapentaplegic u muszki owocówki.